# SN 1999as
SN 1999as – supernowa odkryta 18 lutego 1999 roku w galaktyce A091630+1339. W momencie odkrycia miała jasność 18,30m.  Najprawdopodobniej należy do typu pair instability choć jest także klasyfikowana jako nietypowy typ 1c który może przypominać.
Wybuch osiągnął absolutną wielkość gwiazdową rzędu -21,5 co w tym czasie czyniło go najjaśniejszym wybuchem supernowej odkrytym do tej pory.  W przestrzeń kosmiczną została wyrzucona materia o masie około 10-20 M☉.  